# بازی‌های رایگان

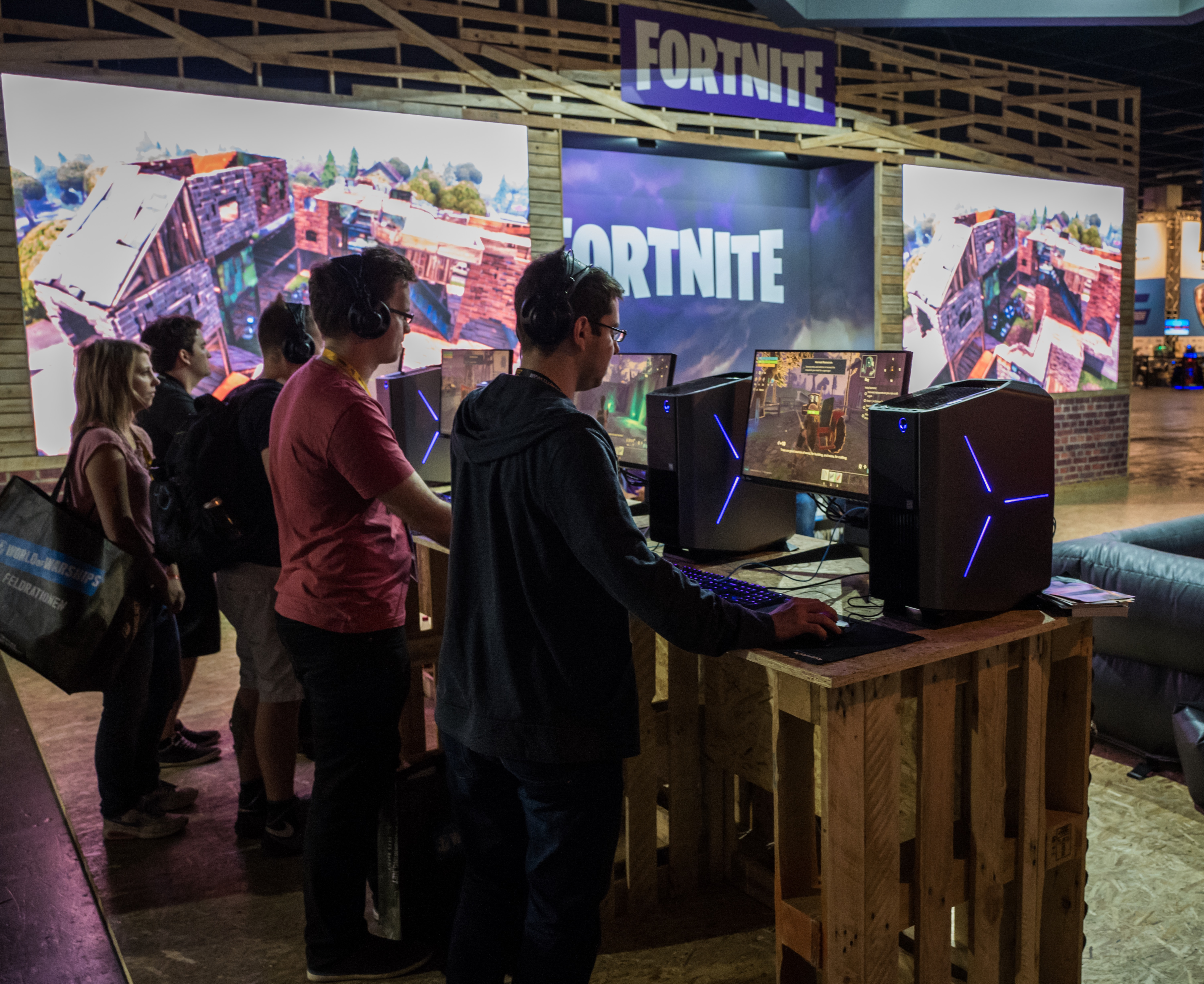
فورتنایت در گیمزکام ۲۰۱۷

بازی‌های رایگان (به انگلیسی: free-to-play), بازی‌هایی ویدئویی هستند که بخش قابل توجهی از محتوای آن‌ها بدون پرداخت هزینه در دسترس است. این گونه بازی‌ها ممکن است به انواع روش‌ها ارائه شوند و در بسیاری مواقع ممکن است برای بخش‌هایی از بازی نیاز به پرداخت هزینه باشد.

## دسته‌بندی‌ها
بازی‌های رایگان گوناگون هستند و ممکن است از دسته‌های زیر باشند:
- نرم‌افزار مشروط: که به عنوان «دموی بازی» نیز شناخته می‌شود و ممکن است امکاناتی محدودتر نسبت به نسخهٔ کامل بازی را به صورت رایگان ارائه دهد تا افراد را برای خرید نسخهٔ کامل بازی تشویق کند.
- فری‌میوم: که بسیار هم رایج است، بازی را به صورت رایگان ارائه کرده و پس از آن، برای امکانات اضافه در بازی نظیر خرید سلاح و پوشاک، باید پرداخت صورت بگیرد. جنگ ستارگان: جمهوری قدیم و فورتنایت از این دسته بازی‌ها هستند.[۲][۳][۴]

## مقایسه با حالت سنتی
مدل رایگان بازی به عنوان تغییری از مدل سنتی توصیف شده‌است که به عنوان بازی‌های با قیمت عالی نیز شناخته می‌شود، که در آن مصرف‌کنندگان هزینه بازی را از قبل پرداخت می‌کردند و موفقیت بازی با ضرب تعداد واحدهای یک بازی اندازه‌گیری می‌شد. بازی با قیمت واحد فروخته شد.

### پرداخت‌به‌برد
در برخی بازی‌ها، بازیکنانی که مایل به پرداخت هزینه برای آیتم‌های خاص، محتوای قابل دانلود یا رد شدن از تایمرهای بازی هستند، ممکن است نسبت به کسانی که به‌صورت رایگان بازی می‌کنند و در غیر این صورت به سختی می‌توانند به آیتم‌های مذکور دسترسی داشته باشند، برتری پیدا کنند. این گونه بازی‌ها «پرداخت‌به‌برد»(به انگلیسی: pay-to-win) (به اختصار «P2W») نامیده می‌شوند. به‌طور کلی یک بازی زمانی پرداخت‌به‌برد در نظر گرفته می‌شود که بازیکن بتواند هر گونه مزیتی نسبت به همتایان خود که پرداخت نمی‌کنند به دست آوَرَد. تحقیقات بازار نشان می‌دهد که مکانیک‌های پرداخت‌به‌برد توسط بازیکنان در چین بسیار قابل قبول‌تر از کشورهای غربی در نظر گرفته می‌شوند، احتمالاً به این دلیل که بازیکنان چینی بیشتر به هزینه‌های تکراری مرتبط با بازی، مانند هزینه‌های کافی‌نت عادت دارند.